# Rogi (województwo łódzkie)
Rogi – wieś w Polsce położona w województwie łódzkim, w powiecie radomszczańskim, w gminie Wielgomłyny.
W latach 1975–1998 miejscowość położona była w województwie piotrkowskim.
Pochodzi stąd aktorka Elżbieta Starostecka (ur. 1943), znana z głównej roli w filmie Trędowata w reżyserii Jerzego Hoffmana.